# تریشا فالون
تریشا فالون (انگلیسی: Trisha Fallon؛ زادهٔ ۲۳ ژوئیهٔ ۱۹۷۲) ورزشکار بسکتبال اهل استرالیا است.
وی در مسابقات کشوری و بین‌المللی در مجموع برندهٔ ۲ مدال نقره، ۲ مدال برنز شده‌است.